# 沃倫縣 (北卡羅萊納州)
沃倫县（英語：Warren County）是美国北卡罗来纳州北部的一個縣，北鄰弗吉尼亚州，面積1,149平方公里。根據2020年美國人口普查，共有人口18,642人。縣治沃倫頓（Warrenton）。該縣成立於1779年，縣名紀念在美國獨立戰爭邦克山戰役中戰死的約瑟·瓦倫。